# Lilli Promet
Lilli Promet (* 16. Februar 1922 in Petseri, Republik Estland; † 16. Februar 2007 in Tallinn, Estland) war eine estnische Schriftstellerin und Journalistin.

## Leben
Lilli Linda Promet wurde als Tochter des estnischen Malers Aleksander Promet (1879–1938) im südöstlichen Landkreis Petserimaa (Kreis Petschur) geboren, der in der Zwischenkriegszeit zur Republik Estland gehörte.
Nach ihrer Schulausbildung in Tallinn studierte sie von 1935 bis 1940 an der Staatlichen Kunstgewerbeschule in Tallinn das Fach Kunstkeramik. 1940/41 und von 1944 bis 1951 war sie als Journalistin in der Estnischen SSR tätig. Während der deutschen Besetzung Estlands (1941–1944) war Promet bei Leningrad im estnischsprachigen Programm des sowjetischen Radios tätig.
Lilli Promet trat in den 1950er Jahren als eine der produktivsten estnischen Schriftstellerinnen und Lyrikerinnen in Erscheinung. Besonders ihre Kurzprosa und ihre literarischen Kollagen erregten Aufmerksamkeit. Ihre Werke wurden in mehrere Sprachen übersetzt.
Ihre drei Romane – Meesteta küla („Das Dorf ohne Männer“, 1962), Primavera (1971) und Tüdrukud taevast („Die Mädchen aus dem Himmel“, 1979) – haben mit dem tragischen Schicksal der Esten im oder nach dem Zweiten Weltkrieg zu tun. Primavera wurde in der DDR ins Deutsche übersetzt und gedruckt. Es erschienen zwei Vorab-Rezensionen und eine Ankündigung im Nachwort der deutschen Ausgabe von Ruhender Tiger, bevor die Auslieferung, offenbar wegen der politischen Brisanz des Stoffs, von den DDR-Behörden gestoppt wurde.
Lilli Promet war während der sowjetischen Besetzung Estlands Mitglied der Kommunistischen Partei Estlands (EKP). Promet erhielt 1971 die Auszeichnung „Verdiente Schriftstellerin der Estnischen SSR“. 1989 wurde sie Ehrenmitglied des Estnischen Kinoverbands.
Promet war mit dem estnischen Schriftsteller Ralf Parve (1919–2011) verheiratet. Beider Sohn war der estnische Journalist, Historiker und Politiker Ralf R. Parve (1946–2008), der von 1992 bis 1995 als Abgeordneter dem estnischen Parlament (Riigikogu) angehörte.

## Werke (Auswahl)

### Prosa, Lyrik, Drama
- Ainult puhtas armastusest (Miniaturen und Erzählungen, 1958)
- Püha kunsti jüngrid (Erzählungen, 1958)
- 3x pakitud kohver (Reiseerlebnisse, gemeinsam mit Ralf Parve, 1958)
- Roosa kübar (Lyrikanthologie, 1961)
- Meesteta küla (Roman, 1962)
- Kohtumine Marianne'iga (Reisebeschreibungen, gemeinsam mit Ralf Parve, 1963)
- Lamav tiiger (Erzählungen, 1964; deutsch: „Ruhender Tiger“, 1975[3])
- 7 kirja Poolast (Reisebeschreibungen, gemeinsam mit Ralf Parve, 1965)
- Imelik raamat (Publizistik, 1965)
- Kes levitab anekdoote? (Roman, 1967)
- Primavere (Reise- und Liebesroman, 1971)
- Iibelpuu (Lyrik, 1970)
- Los Caprichos (Drama, 1973)
- Kahekesi teel (Reisebeschreibungen, gemeinsam mit Ralf Parve, 1975)
- Raamita pildid (Essays, 1976)
- Tüdrukud taevast (Roman, 1979)
- Else, Teeba prints (Drama, 1982)
- Taputilgake (Kunstmärchen, 1968)
- Kuningal on häda (Theaterstück für Kinder, 1989)
- Õhtusel alleel (Lyrik, 1989)
- Iisabel (Liebesroman, 1992)
- Aheldatud muusa (Tagebuch 1982–1987, 1997)

### Drehbücher
- Tütarlaps mustas (Spielfilm, 1966)
- Roosa kübar (Spielfilm, 1966)